# Darozziafe-Minarette
Die Darozziafe-Minarette (persisch: مناره های دارالضیافه [mɛnɑɾɛhɑ jɛ dɑɾozzijɑfɛ]) sind zwei historische Minarette in Isfahan, Iran. Sie stehen im alten Dschuybare-Viertel und wurden auf den beiden Seiten eines Portals erbaut. Die Minarette stammen aus dem 14. Jahrhundert. Es gibt eine Inschrift unter dem oberen Muqarnas in weißer Schrift auf ultramarinem Hintergrund. Nur drei arabische Wörter  و من دخله sind übrig geblieben, die bedeuten und jemand, der das betritt.